# Gélose
 (janvier 2022).
Si vous disposez d'ouvrages ou d'articles de référence ou si vous connaissez des sites web de qualité traitant du thème abordé ici, merci de compléter l'article en donnant les références utiles à sa vérifiabilité et en les liant à la section « Notes et références ».
La gélose est une substance nutritive favorisant ou inhibant (selon sa composition) la prolifération et le développement des bactéries. Il s'agit donc du milieu de culture des bactéries.

Elle est utilisée dans les laboratoires pour déterminer le niveau d'efficacité de nouveaux antibiotiques, tester la résistance bactérienne vis-à-vis de produits déjà connus, ou plus simplement, pour isoler ou cultiver des bactéries.

La gélose se différencie du bouillon, la plupart du temps de bouillon de bœuf, par sa solidité due, dans sa composition, à la présence d'agar-agar à hauteur de 20 g/L environ.

## Types de géloses

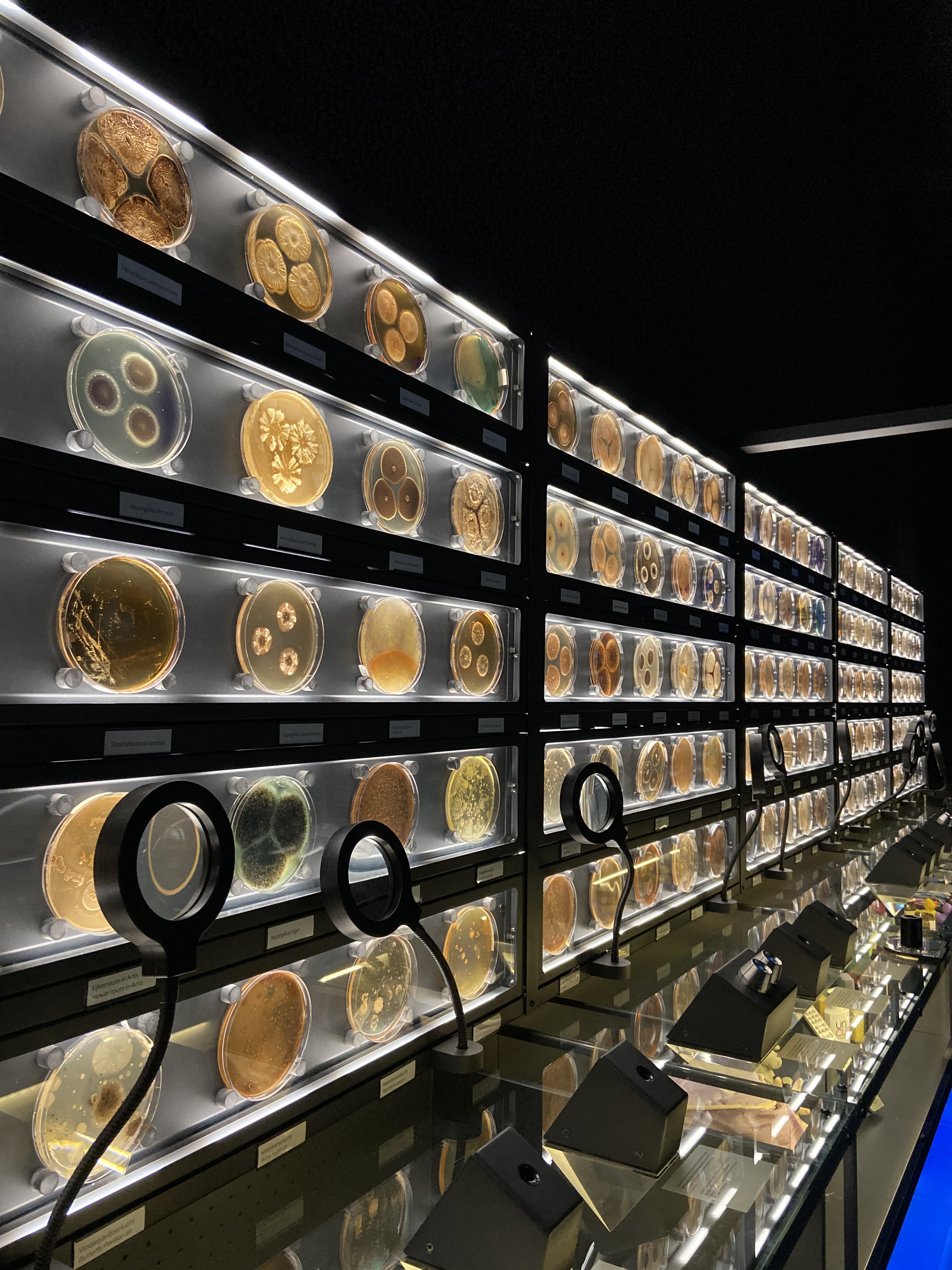
Plusieurs rangées de boîtes de gélose.

Selon son contenu, une gélose peut favoriser la croissance de certaines bactéries aux dépens des autres; c'est ce qu'on appelle la sélectivité. De plus, certaines géloses sont différentielles, c'est-à-dire que l'aspect des colonies bactériennes qui s'y forment peut permettre, jusqu'à un certain point, de déduire de quel type de bactérie il s'agit. Voici quelques géloses courantes dans les laboratoires de microbiologie.

### Gélose au sang
C'est une gélose rouge vif contenant des globules rouges (souvent du sang de mouton). Peu sélective, elle permet cependant d'apprécier l'hémolyse qu'effectuent certaines bactéries. Les bactéries capables de détruire complètement les globules rouges (ce qu'on appelle une hémolyse bêta) formeront des colonies entourées d'une zone claire facilement visible sur la gélose rouge; si l'hémolyse est incomplète (hémolyse alpha), la zone d'hémolyse sera moins claire et verdâtre. Une hémolyse complète est visible entre autres dans le cas du Streptocoque du groupe A.

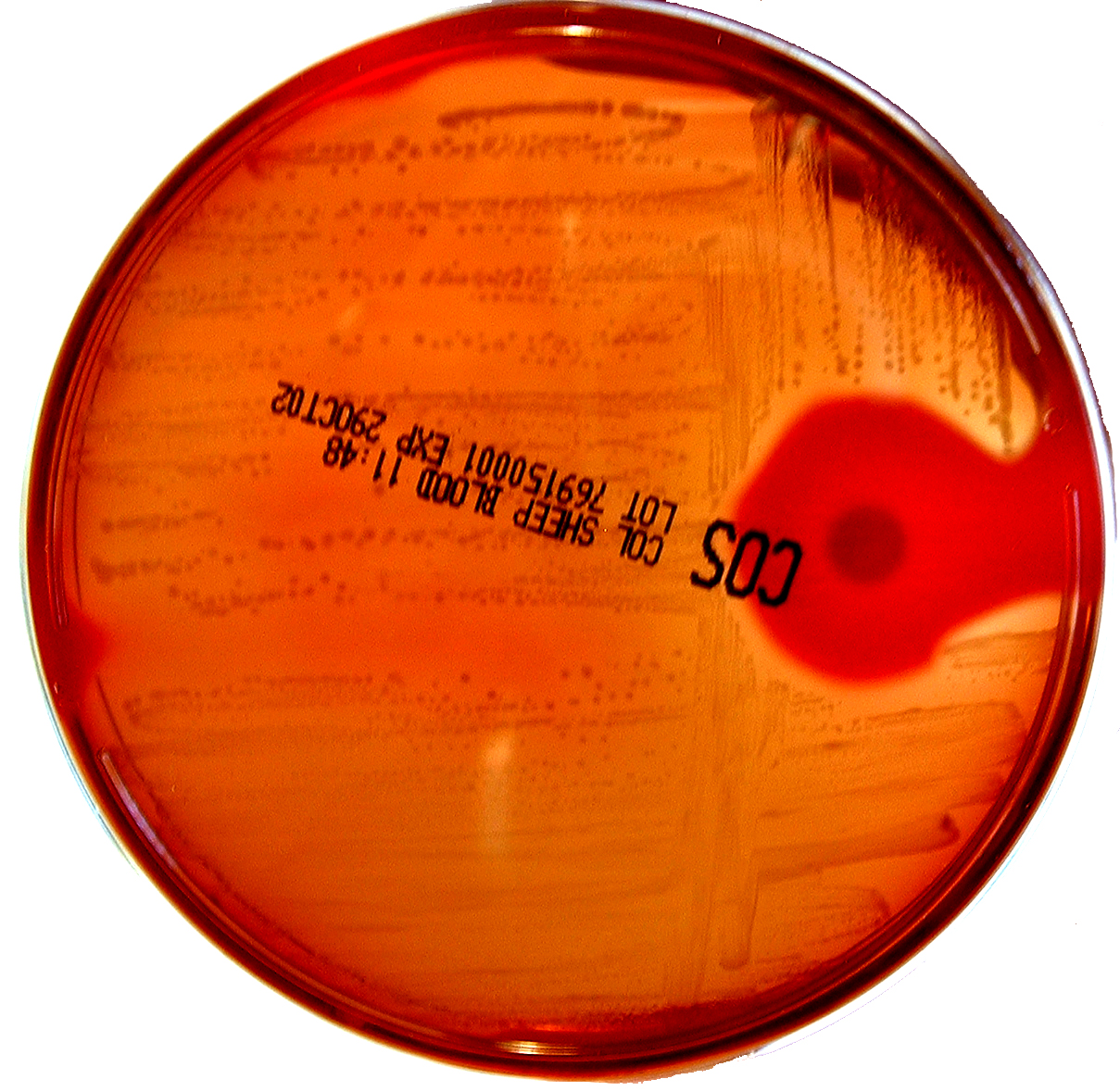
S. pyogenes sur Columbia au sang.

Le sang utilisé pour la fabrication de ces géloses est souvent du sang humain, du sang de cheval ou du sang de mouton (ce dernier est le plus utilisé, car il donne une meilleure hémolyse).

### Gélose MacConkey
Cette gélose est utilisée pour tester la capacité des bactéries à gram négatif à fermenter certains sucres ou sources de carbone. Ce milieu contient des sels biliaires et du cristal violet qui permettent d'éliminer les bactéries à gram positif. Il contient de plus un indicateur de pH (rouge neutre) et le sucre dont on veut tester la fermentation (lactose, sorbitol, arabinose, maltose...). La dégradation par fermentation de ce sucre provoque une acidification qui fait virer la coloration des colonies au rose vif grâce à l'indicateur de pH. Les bactéries qui ne fermentent pas le sucre testé restent à pH neutre et ont une couleur beige. La gélose MacConkey est employée entre autres pour la culture des entérobactéries et du Pseudomonas aeruginosa.

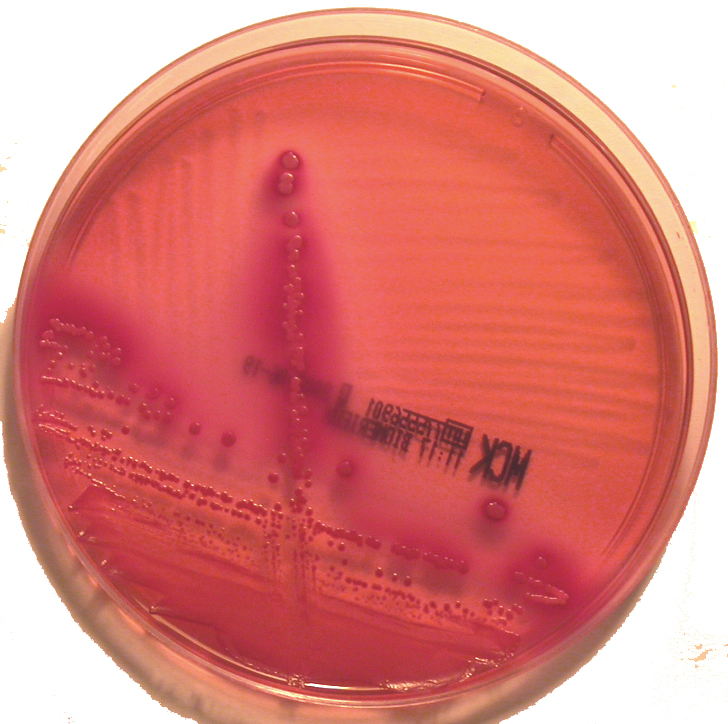
E.coli sur MacConkey (lactose +)

### Gélose chocolat
Elle n'a rien à voir avec le chocolat. Sa couleur brune est due à une solution d'hémoglobine cuite qui entre dans sa composition. La gélose chocolatée est appropriée pour cultiver certaines bactéries exigeantes en termes de facteurs de croissance. En plus des globules rouges cuits qui libèrent des substances nutritives, la gélose chocolatée renferme souvent quelques additifs exigés par certaines bactéries. On y ajoute aussi des antibiotiques destinés à interdire la croissance de certains organismes, afin de mieux sélectionner les colonies à faire pousser. Cette gélose est utilisée entre autres pour cultiver Neisseria gonorrhoeae et Haemophilus.

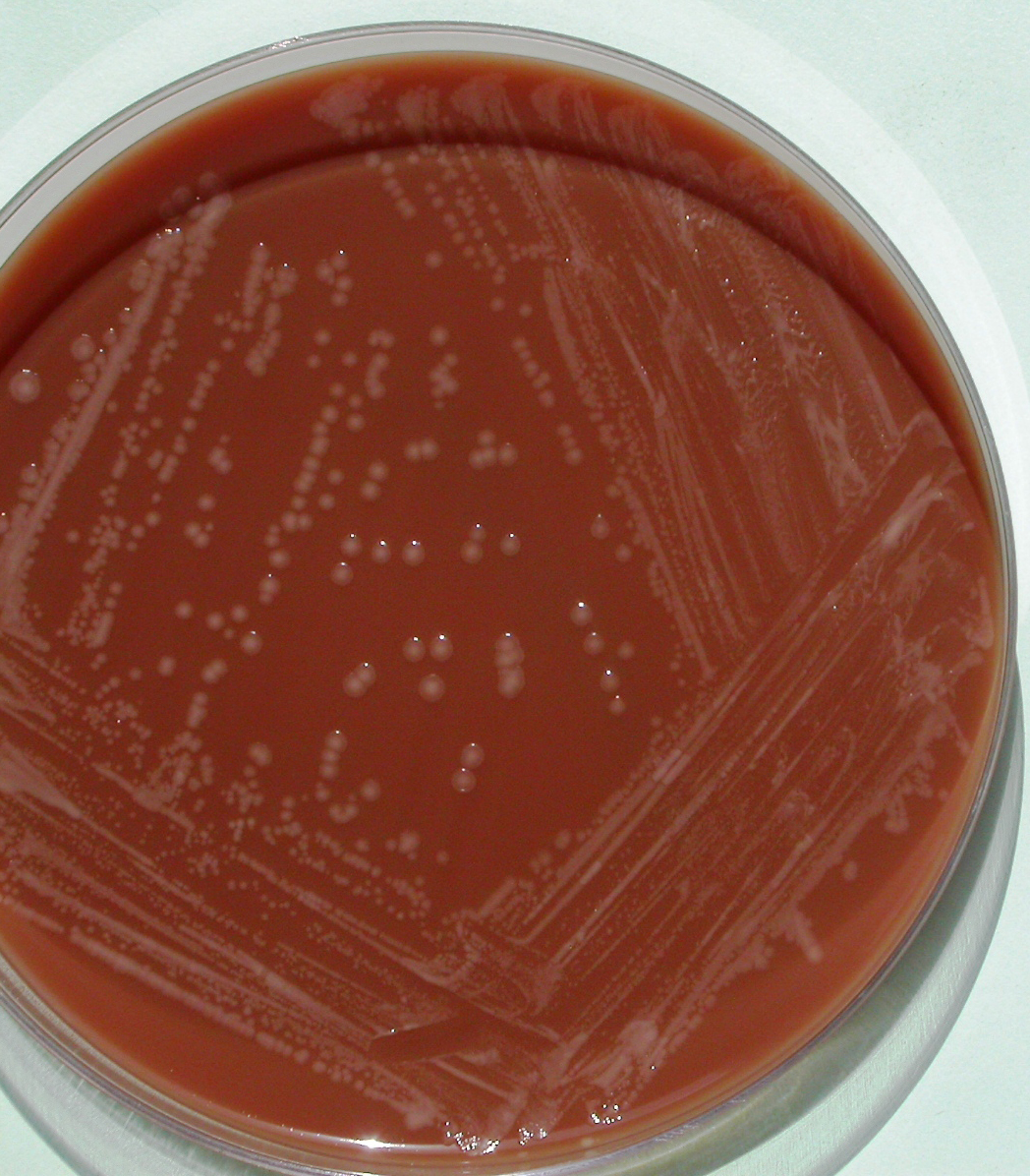
N.gonorrhoeae sur gélose chocolat

### Gélose Drigalski
Cette gélose est sélective, elle permet l'isolement des bacilles et colibacilles Gram négatif de culture facile (comme les enterobactéries par exemple).